# Huỳnh Thới Tây
Huỳnh Thới Tây (1932-2010), nguyên là một sĩ quan Bộ binh cao cấp của Quân lực Việt Nam Cộng hòa, cấp bậc Chuẩn tướng. Ông xuất thân từ những khóa đầu tiên ở trường Võ bị Liên quân do Chính phủ Quốc gia Việt Nam mở ra ở cao nguyên Trung phần với mục đích đào tạo sĩ quan người Việt để phục vụ trong Quân đội Liên hiệp Pháp. Ông đã phục vụ ở các đơn vị Bộ binh và tuần tự giữ từ chức vụ chỉ huy cấp Trung đội đến cấp Tiểu đoàn. Sau một thời gian dài ở quân đội. Năm 1970, ông được biệt phái sang phục vụ ngành Cảnh sát Quốc gia.

## Tiểu sử & Binh nghiệp
Ông sinh vào tháng 9 năm 1932, trong một gia đình trung nông khá giả tại Long An, miền Nam Việt Nam. Thiếu thời ông học Tiểu học ở Long An. Lên cấp trên, ông được về học ở Sài gòn. Năm 1951, ông tốt nghiệp Trung học Phổ thông chương trình Pháp tại Sài Gòn với văn bằng Tú tài bán phần (Part I).

### Quân đội Quốc gia Việt Nam
Giữa năm 1952, thi hành lệnh động viên, ông nhập ngũ vào Quân đội Quốc gia, mang số quân: 52/120.208. Theo học khóa 8 Hoàng Thụy Đông tại trường Võ bị Liên quân Đà Lạt, khai giảng ngày 1 tháng 7 năm 1952. Ngày 28 tháng 6 năm 1953, mãn khóa tốt nghiệp với cấp bậc Thiếu úy hiện dịch. Ra trường, ông được chọn phục vụ trong đơn vị Bộ binh với chức vụ Trung đội trưởng trong Tiểu đoàn Việt Nam.

### Quân đội Việt Nam Cộng hòa
Tháng 11 năm 1955, sau khi chính quyền Đệ nhất Cộng hòa ra đời, ông được chuyển sang phục vụ Quân đội Việt nam Cộng hòa (danh xưng mới được cải đổi từ Quân đội Quốc gia Việt Nam). Đầu năm 1956, ông được thăng cấp Trung úy giữ chức vụ Đại đội trưởng trong Tiểu đoàn Bộ binh. Đến tháng 1 năm 1960, ông được thăng cấp Đại úy và được cử giữ chức Tiểu đoàn trưởng Tiểu đoàn Bộ binh.
Đầu tháng 2 năm 1964, sau cuộc Chỉnh lý nội bộ Hội đồng Quân nhân Cách mạng để lên nắm quyền lãnh đạo của tướng Nguyễn Khánh, ông được chuyển sang bộ phận Quân báo, giữa năm được thăng cấp Thiếu tá và được cử giữ chức Chỉ huy phó Biệt đoàn 300 (tiền thân Liên đoàn Yểm trợ 924).
Ngày Quốc khánh Đệ Nhị Cộng hòa 1 tháng 11 năm 1965, ông được chỉ định làm Chỉ huy trưởng Đoàn 68 hoạt động tại Vùng 4 Chiến thuật thuộc đơn vị 101 Quân báo. Ngày Quân lực 19 tháng 6 năm 1969, ông được thăng cấp Trung tá và được cử làm Trưởng phòng 2 trong Bộ tư lệnh Quân đoàn IV và Vùng 4 Chiến thuật.
Ngày Quốc khánh 1 tháng 11 năm 1970, ông được thăng cấp Đại tá tại nhiệm. Tháng 2 năm 1971, ông được Bộ Tổng tham mưu biệt phái sang Bộ Tư lệnh Cảnh Sát Quốc gia, đảm nhiệm chức vụ Phụ tá Tư lệnh kiêm Đặc trách bộ phận Cảnh sát Đặc biệt.

## 1975
Đầu tháng 2, ông được thăng cấp Chuẩn tướng Cảnh sát tại nhiệm.
Sau ngày 30 tháng 4, ông cùng gia đình di tản khỏi Việt Nam. Sau đó định cư tại miền Nam Tiểu bang California, Hoa Kỳ.
Ngày 12 tháng 9 năm 2010, ông từ trần tại nơi định cư. Hưởng thọ 78 tuổi.